# Føderalistpartiet
Føderalistpartiet (engelsk: Federalist Party eller Federal Party) var et konservativt og nationalistisk politisk parti i USA som eksisterede i perioden 1792 til 1816, men med nogle grupperinger som fortsatte ind i 1820'erne. Det var det første parti i USA, der blev til mellem 1789 og 1790. Partiet blev dannet som en koalition mellem bankfolk og forretningsmænd, der støttede Alexander Hamiltons finanspolitik – som på dette tidspunkt var USA's finansminister. Dette netværk af støtter, som Hamilton havde opbygget, blev efterhånden til Føderalistpartiet som ønskede en stærk føderal regering – i modsætning til sine politiske rivaler i Det Demokratisk-Republikanske Parti. 
Partiet appellerede til virksomheder og konservative, der favoriserede banker, den føderale fremfor delstatsregeringer, en hær og flåde, og i udenrigspolitiske henseender foretrak de Storbritannien og var modstander af den Franske Revolution og Napoleonskrigene. Partiet gik ind for centralisering, føderalisme, modernisering, industrialisering og protektionisme.
Partiet havde sin storhedstids i begyndelsen af USA's historie – særligt i 1790'erne og begyndelsen af 1800'erne. Føderalisterne kontrollerede den føderale regering indtil 1801. Selvom George Washington officielt forblev partipolitisk uafhængig i sin præsidentperiode (1789-1797), var han sympatisk over for det føderalistiske program og flere føderalister besad toneangivne poster i Wahington-administrationen. I 1796 vandt Føderalistparties præsidentkandidat – John Adams – præsidentvalget over den demokratisk-republikanske modkandidat Thomas Jefferson. Adams blev derfor USA's 2. præsident, men også partiets eneste præsident. Adams blev ikke genvalgt ved præsidentvalget i 1800 og det lykkes aldrig andre føderalister at opnå valg som præsident. Fra 1800 og frem forblev partiet et mindretalsparti, omend det beholdt sin højborg i New England og fik en kort genopblussen ved at modsætte sig krigen i 1812. Partiet kollapsede efterfølgende og opstillede sin sidste præsidentkandidat i 1816.
Føderalisterne efterlod sig en varig arv i form af en stærk føderal regering. Efter at have mistet regeringsmagten, formede de en afgørende højesteretspolitik i yderligere tre årtier gennem højesteretspræsident John Marshall.